# Karl Markovics
Karl Markovics (ur. 29 sierpnia 1963 w Wiedniu) – austriacki aktor teatralny, filmowy i telewizyjny, także reżyser filmowy i scenarzysta.

## Wybrana filmografia

### Filmy
- 2000: Przyjdź słodka śmierci jako Heinz Jäger
- 2007: Fałszerze jako Salomon Sorowitsch
- 2008: Gustloff: Rejs ku śmierci (TV) jako komandor podporucznik Petri
- 2009: Czarodziejka Lili: Smok i magiczna księga jako Alfred (głos)
- 2010: Henryk IV. Król Nawarry jako Gaspard II de Coligny
- 2011: Tożsamość jako doktor Farge
- 2014: Grand Budapest Hotel jako Wolf

### Seriale TV
- 1994: Telefon 110 jako dyrektor więzienia
- 1994–1996: Komisarz Rex jako Ernst Stockinger
- 2005: Cztery kobiety i pogrzeb jako dr Stefan Auinger
- 2016: Telefon 110 jako Jens Baumann
- 2017: Babylon Berlin jako Samuel Katelbach